# A varázslatos iskolabusz újra száguld
A varázslatos iskolabusz újra száguld (eredeti cím: The Magic School Bus Rides Again) 2017-ben indult kanadai–angol televíziós 2D-s számítógépes animációs sorozat. A tévéfilmsorozat a Scholastic Entertainment és a 9 Story Media Group gyártásában készült, Netflix és a 9 Story Media Group forgalmazásában jelent meg. A sorozat először 2017. szeptember 29-én debütált a Netflix oldalán. Magyarországon 2020. június 1-től a Kiwi TV mutatta be.

## Ismertető
A népszerű sorozat folytatásában Miss Mitzi húga, Fiona ül a volán mögé a Walkerville iskolában és izgalmas kalandokban, valamint tudományos mókában gazdag kirándulásokra viszi az osztályt.

## Szereplők

### Főszereplők
| Szereplő                          | Eredeti hang          | Magyar hang     |
| --------------------------------- | --------------------- | --------------- |
| Miss Fiona Felicity Mitzi         | Kate McKinnon         | Zsurzs Kati     |
| Valerie Felicity Mitzi professzor | Lily Tomlin           | Kiss Erika      |
| Arnold Perlstein                  | Miles Koseleci-Vieira | Szabó Andor     |
| Wanda Li                          | Lynsey Pham           | Andrádi Zsanett |
| Keesha Franklin                   | Mikaela Blake         | Molnár Ilona    |
| Dorothy Ann Rourke                | Gabby Clarke          | Laudon Andrea   |
| Carlos Ramon                      | Leke Maceda-Rustecki  | Molnár Levente  |
| Ralphie Tennelli                  | Matthew Mintz         | Baráth István   |
| Jyoti Kaur                        | Birva Pandya          | Czető Zsanett   |
| Tim                               | Kaden Stephen         | Hamvas Dániel   |

### Mellékszereplők
| Szereplő        | Eredeti hang    | Magyar hang   |
| --------------- | --------------- | ------------- |
| Janet Perlstein | Annelise Forbes | Hermann Lilla |

### Vendégszereplők
| Szereplő          | Eredeti hang     | Magyar hang |
| Első évad         | Első évad        | Első évad   |
| ----------------- | ---------------- | ----------- |
| Galapagos Gil     | Will Arnett      | Varga Rókus |
| Kathy K. Kuiper   | Mae Jemison      | ?           |
| Dr. Sarah Bellum  | Sandra Oh        | ?           |
| Második évad      |                  |             |
| Dr. Tillage       | Jay Baruchel     | ?           |
| Axle ValveStuck   | Nathan Fillion   | ?           |
| Aunt Tennelli     | Catherine O’Hara | ?           |
| Teresina Tennelli | Catherine O’Hara | ?           |
| Tony Tennelli     | Martin Short     | ?           |

### Magyar változat
- Magyar szöveg: Kecskés Enikő
- Hangmérnök és vágó: Kassai Zoltán
- Gyártásvezető: Gémesi Krisztina
- Szinkronrendező: Kéthely-Nagy Luca
- Produkciós vezető: Jávor Barbara
- További magyar hangok: Angyal Anita, Bergendi Áron, Berkes Bence, Bérces Gabriella, Bor László, Csifó Dorina, Fülöp Tamás, Galiotti Barbara, Garami Mónika, Geri Tamás, Kassai Zoltán, Kádár-Szabó Bence, Kiss László, Laurinyecz Réka, Lipcsey-Colini Borbála, Magyar Viktória, Markovics Tamás, Mohácsi Nóra, Németh Attila István, Potocsny Andor, Vajai Flóra

A szinkront a TV2 Csoport megbízásából a Direct Dub Studios készítette.

## Epizódok
| Évad | Évad | Részek száma | Részek száma | Eredeti sugárzás     | Eredeti sugárzás     | Magyar sugárzás | Magyar sugárzás  |
| Évad | Évad | Részek száma | Részek száma | Évadbemutató         | Évadzáró             | Évadbemutató    | Évadzáró         |
| ---- | ---- | ------------ | ------------ | -------------------- | -------------------- | --------------- | ---------------- |
|      | 1.   | 13           | 13           | 2017. szeptember 29. | 2017. szeptember 29. | 2020. június 1. | 2020. június 9.  |
|      | 2.   | 13           | 13           | 2018. április 13.    | 2018. április 13.    | 2020. június 9. | 2020. június 17. |

### 1. évad (2017)
| Sor. | Év. | Cím                          | Rendező        | Író                                         | Premier                              |
| ---- | --- | ---------------------------- | -------------- | ------------------------------------------- | ------------------------------------ |
| 1.   | 1.  | Frizzle of the Future        | Richard Weston | John May & Suzanne Bolch                    | 2017. szeptember 29. 2020. június 1. |
| 2.   | 2.  | Pigs in the Wind             | Richard Weston | Mike McPhaden                               | 2017. szeptember 29. 2020. június 1. |
| 3.   | 3.  | In the Swim                  | Richard Weston | John May & Suzanne Bolch                    | 2017. szeptember 29. 2020. június 2. |
| 4.   | 4.  | The Battle for Rock Mountain | Richard Weston | John May & Suzanne Bolch                    | 2017. szeptember 29. 2020. június 2. |
| 5.   | 5.  | The Magnetic Mambo           | Richard Weston | Jennifer Daley                              | 2017. szeptember 29. 2020. június 3. |
| 6.   | 6.  | Carlos Gets the Sneezes      | Richard Weston | George Arthur Bloom                         | 2017. szeptember 29. 2020. június 3. |
| 7.   | 7.  | Hides and Seeks              | Richard Weston | Betty Quan                                  | 2017. szeptember 29. 2020. június 4. |
| 8.   | 8.  | Three in One                 | Richard Weston | Jocelyn Stevenson                           | 2017. szeptember 29. 2020. június 4. |
| 9.   | 9.  | Space Mission: Selfie        | Richard Weston | Mike McPhaden                               | 2017. szeptember 29. 2020. június 5. |
| 10.  | 10. | The Tales Glaciers Tell      | Richard Weston | Jocelyn Stevenson, John May & Suzanne Bolch | 2017. szeptember 29. 2020. június 5. |
| 11.  | 11. | Ralphie Strikes a Nerve      | Richard Weston | Bernice Vanderlaan                          | 2017. szeptember 29. 2020. június 8. |
| 12.  | 12. | Monster Power                | Richard Weston | Merrill Hagan                               | 2017. szeptember 29. 2020. június 8. |
| 13.  | 13. | DA and the Deep Blue Sea     | Richard Weston | Evan Thaler Hickey                          | 2017. szeptember 29. 2020. június 9. |

### 2. évad (2018)
| Sor. | Év. | Cím                                | Rendező        | Író                                     | Premier                            |
| ---- | --- | ---------------------------------- | -------------- | --------------------------------------- | ---------------------------------- |
| 14.  | 1.  | The Land Before Tim                | Richard Weston | Brian Hartigan                          | 2018. április 13. 2020. június 9.  |
| 15.  | 2.  | Claw and Order                     | Richard Weston | Jennifer Daley                          | 2018. április 13. 2020. június 10. |
| 16.  | 3.  | Ghost Farm                         | Richard Weston | Mike McPhaden                           | 2018. április 13. 2020. június 10. |
| 17.  | 4.  | Nothin' But Net                    | Richard Weston | John May & Suzanne Bolch                | 2018. április 13. 2020. június 11. |
| 18.  | 5.  | I Spy with my Animal Eyes          | Richard Weston | Emma Kassirer                           | 2018. április 13. 2020. június 11. |
| 19.  | 6.  | Ready, Set, Fail!                  | Richard Weston | Evan Thaler Hickey                      | 2018. április 13. 2020. június 12. |
| 20.  | 7.  | The Good, the Bad, and the Gnocchi | Richard Weston | Bernice Vanderlaan                      | 2018. április 13. 2020. június 12. |
| 21.  | 8.  | Send in the Clouds                 | Richard Weston | Mike McPhaden                           | 2018. április 13. 2020. június 15. |
| 22.  | 9.  | Ralphie and the Flying Tennellis   | Richard Weston | John May & Suzanne Bolch                | 2018. április 13. 2020. június 15. |
| 23.  | 10. | Tim and the Talking Trees          | Richard Weston | Nathalie Younglai                       | 2018. április 13. 2020. június 16. |
| 24.  | 11. | Waste Not, Want Not                | Richard Weston | Evan Thaler Hickey                      | 2018. április 13. 2020. június 16. |
| 25.  | 12. | Janet's Mystery Gene               | Richard Weston | Bernice Vanderlaan                      | 2018. április 13. 2020. június 17. |
| 26.  | 13. | Making Magic                       | Richard Weston | Suzanne Bolch, John May & Mike McPhaden | 2018. április 13. 2020. június 17. |